# Florence Barsosio
Florence Barsosio (* 11. August 1976) ist eine kenianische Langstreckenläuferin.
Bei den Leichtathletik-Weltmeisterschaften 1995 in Göteborg belegte sie den 13. Platz im 5000-Meter-Lauf.
Danach spezialisierte sie sich auf den Marathon. 2000 gewann sie den Turin-Marathon und wurde Fünfte beim New-York-City-Marathon in ihrer persönlichen Bestzeit von 2:27:00.
Im Jahr darauf siegte sie beim Prag-Halbmarathon sowie beim Paris-Marathon und wurde Sechste beim Marathon der Weltmeisterschaften 2001 in Edmonton. 2004 siegte sie beim Madrid- und beim Florenz-Marathon und wurde Zweite beim Dublin-Marathon; 2005 ebenfalls Zweite in Paris und siegte beim Vienna City Marathon.
Ihre jüngere Schwester Sally ist die 10.000-Meter-Weltmeisterin von 1997. Auch ihr Onkel Paul Koech war als Langstreckenläufer erfolgreich.